# Edda Ciano
Edda Ciano (ur. 1 września 1910, zm. 9 kwietnia 1995) – Włoszka, starsza córka Benito Mussoliniego i Rachele Guidi.

## Życiorys
Edda była nieślubną córką oraz pierwszym dzieckiem Benito Mussoliniego i Rachele Guidi – jej rodzice wzięli ślub w grudniu 1915 roku. Jej ojciec został premierem Włoch w październiku 1922 roku oraz dyktatorem (duce) w styczniu 1925 roku. Edda w dzieciństwie była buntowniczką. W 1929 roku poznała w Rzymie Galeazza Ciano, którego poślubiła 24 kwietnia 1930 roku. 1 października 1931 roku urodził się ich syn Fabrizio, w 1933 roku córka Raimonda i w 1937 roku syn Marzio. W 1936 roku Galeazzo objął stanowisko ministra spraw zagranicznych.
W czasie wojny grecko-włoskiej Edda Ciano zgłosiła się na ochotnika do służby do włoskiego Czerwonego Krzyża. 25 lipca 1943 roku, podczas pamiętnego zebrania Wielkiej Rady Faszystowskiej, jej mąż poparł przeciwników Mussoliniego i głosował za jego usunięciem. Mimo wysiłków żony Galeazzo Ciano został skazany na karę śmierci za zdradę stanu i rozstrzelany. 9 stycznia 1944 roku Edda uciekła do Szwajcarii. Po II wojnie światowej wróciła do Włoch i 20 grudnia 1945 roku została skazana na dwa lata więzienia za popieranie faszyzmu. Jej autobiografia La mia vita została opublikowana w 1975 roku. Zmarła w Rzymie.